# Sócrates Rizzo García
Sócrates Cuauhtémoc Rizzo García (Linares, Nuevo León; 14 de septiembre de 1945), conocido como Sócrates Rizzo, es un político, economista y académico mexicano que ocupó la gubernatura de Nuevo León del 1 de agosto de 1991 hasta que solicitó licencia el 17 de abril de 1996.

## Biografía
Nació en la ciudad de Linares, Nuevo León, el 14 de septiembre de 1945. Cursó la licenciatura en economía en la Universidad Autónoma de Nuevo León. Durante su juventud participó en los círculos de estudios espartaquistas dirigidos por el novelista José Revueltas. Obtuvo el título de maestría en economía en el Colegio de México y en la Universidad de Chicago obtuvo el título de maestría en economía y cursó el programa de doctorado con las especialidades de economía internacional y desarrollo económico. Laboró varios años en el gobierno federal, destacándose en la dirección general de política económica. En 1985 fue elegido diputado federal por el Partido Revolucionario Institucional en donde ocupó la presidencia de la comisión de presupuesto y cuenta pública. En Nuevo León fue presidente del PRI, posteriormente alcalde de la ciudad de Monterrey en 1989 y gobernador del estado en 1991, cargo al que llegó tras la primera elección interna con voto directo entre la militancia de su partido y posteriormente la elección constitucional, siendo su triunfo reconocido por su contrincante Rogelio G. Sada Zambrano del Partido Acción Nacional.
Principalmente por escándalos de corrupción. Fue substituido por Benjamín Clariond. Aunque la renuncia ocurrió después de una visita a la Secretaría de Gobernación, el entonces secretario de Gobernación Emilio Chuayffet comentó que era un "asunto local".
Sócrates Rizzo presentó su licencia como Gobernador de Nuevo León luego de una crisis política generada por los escándalos de corrupción de funcionarios de su administración y el crimen del abogado Leopoldo del Real Ibáñez. 
Con la renuncia de Rizzo en Nuevo León, y durante el sexenio del presidente de México Ernesto Zedillo Ponce de León hasta inicios de 1996 renunciaron cuatro gobernadores elegidos constitucionalmente y que dejaron de serlo sin poder terminar su período. Renunció Eduardo Robledo Rincón a la gobernatura de Chiapas, este no completó ni tres meses en el cargo. Emilio Chuayffet renunció para hacerse cargo de la cartera de Secretaría de Gobernación. Posteriormente, en Guerrero, Rubén Figueroa Alcocer, renunciaría luego de que el vídeo de la masacre de Aguas Blancas fue exhibido. 
Se toma también la renuncia de Rizzo García como un ajuste de cuentas de Zedillo Ponce de León con el grupo político del expresidente Carlos Salinas de Gortari al que pertenecía Rizzo García.
Durante su administración se construyó la línea 1 de Metrorrey, la presa El Cuchillo y se reformó el sistema de pensiones de los servidores públicos estatales. Además se planteó el proyecto de recuperar el barrio antiguo, esas edificaciones de principios del siglo XX, y de finales del siglo XIX, que representaban uno de los escasos patrimonios arquitectónicos de Monterrey. Entonces se inició un proceso de remozamiento, de revaloración de esa zona que ahora se conoce como Barrio Antiguo, donde los restaurantes, cafés, galerías, antros, etc., son punto de reunión de jóvenes y adultos.
Así mismo impulsó la construcción de la Biblioteca Universitaria Raúl Rangel Frías, el Museo de Historia Mexicana (este a un lado de la Macro Plaza). Como alcalde de Monterrey promovió la construcción del Museo de Arte Contemporáneo de Monterrey (MARCO), con el apoyo de industriales de Monterrey, uno de los centros de arte más prestigiados de América, construido con el diseño del arquitecto Ricardo Legorreta. 
En octubre del 2003 la Procuraduría de Justicia del gobierno de Fernando Elizondo confirmó que después de varios años de averiguaciones contra Sócrates Rizzo, no encontraron elementos para encontrar algún delito y que por lo tanto se había dictado el inejercicio de la acción penal.
Tras su renuncia, Rizzo García se desempeñó como profesor visitante de la Universidad Harvard y de la Universidad Duke de los Estados Unidos. También realizó un estudio sobre descentralización y fortalecimiento municipal para el gobierno de Honduras. A comienzos de 2005 era catedrático del Instituto Tecnológico y de Estudios Superiores de Monterrey y candidato al doctorado en economía por la Universidad de Chicago.

## Asesinato del licenciado  Leopoldo del Real
En la tarde del 17 de enero de 1996 fue asesinado en un concurrido restaurante, frente a Cintermex (el centro de convenciones y exposiciones de Monterrey) el abogado de reputación dudosa y en ocasiones gansteril Leopoldo del Real Ibáñez (también conocido como Polo del Real), mientras conversaba con el director de la policía judicial estatal de Nuevo León, el también abogado Fernando Garza Guzmán. El asesino, que fue herido por los guardaespladas del funcionario judicial, pudo escapar en un vehículo que lo esperaba en las afueras con motor en marcha. Garza Guzmán comentó que había recibido órdenes superiores para entrevistarse con del Real Ibáñez. Prácticamente nueve años después no habían resuelto el crimen y los indiciados habían sido puestos libres por múltiples razones en procesos judiciales “sui géneris”. Por ejemplo: Ignacio Licea Álvarez, quien fuera acusado por la Procuraduría de Justicia estatal de ser el "cerebro" logístico del crimen del abogado Leopoldo del Real Ibáñez, fue condenado a 32,5 años de prisión y posteriormente liberado pues “había dudas sobre su culpabilidad” o “por falta de pruebas”.